# Chris Nurse
Christopher Ronald Nurse (Londres, 7 de mayo de 1984) es un futbolista inglés de origen guyanés. Juega como volante y su equipo actual es el Miami United FC de la National Premier Soccer League de los Estados Unidos.

## Trayectoria
Nacido en Londres, se formó en dicha ciudad y debutó con 18 años jugando para el Kingstonian FC, un equipo de la semiprofesional Isthmian League. Con el correr de los años siguió transitando su fútbol por diferentes equipos ingleses de ligas semiprofesionales o amateurs, hasta que en marzo del 2009 llegó a Estados Unidos para jugar por el Rochester Rhinos de Nueva York, que actuaba en la USL PRO. Sin embargo, marcó solo 2 goles en 22 partidos jugados y se marchó al poco tiempo para regresar a Inglaterra. Allí, el Telfrod United de la Conference National lo contrató, pero al tener poca continuidad y rendir por debajo de lo esperado, decidió rescindir su contrato.
En el 2010 llegó al Puerto Rico Islanders de Puerto Rico, que juega en la North American Soccer League (2011). Jugó una temporada y al año siguiente firmó por el Carolina RailHawks de la misma liga. Allí, anotó algunos goles importantes y permaneció hasta febrero del 2012, cuando regresó a jugar para el Puerto Rico Islanders. 
En enero de 2013, fichó con el FC Edmonton de Canadá posteriormente estuvo en cesión con el Fort Lauderdale Strikers por una temporada y en 2015 regresó Carolina RailHawks firmando por dos temporadas. En 2017 es traspasado al Sutton United FC de la liga National League de Inglaterra.

## Selección nacional
Al ser inglés pero de ascendencia guyanesa, Nurse pidió a la Federación de fútbol de Guyana que le otorgaran el permiso para jugar en la selección mayor.
La federación así lo hizo y Nurse jugó su primer partido con la selección el 7 de noviembre de 2008 frente a Antigua y Barbuda en un cotejo válido de la Copa del Caribe de 2008.
Anotó su primer gol el 7 de octubre de 2011 frente a Barbados en un partido válido para las eliminatorias al Mundial Brasil 2014, que al final lo ganó Guyana por 0-2.
Ha participado en tres ediciones de la Copa del Caribe: 2008, 2010 y 2012.
Asimismo, participó en la edición clasificatoria a la Copa Mundial del 2014, en la que llevó la cinta de capitán en todos los partidos que jugó. Anotó dos goles: ante Barbados en Bridgetown y ante El Salvador en Georgetown.
Ha anotado 3 goles en 25 partidos jugados.

## Clubes
| Club                     | País           | Año         |
| ------------------------ | -------------- | ----------- |
| Kingstonian FC           | Inglaterra     | 2002 - 2003 |
| Sutton United            | Inglaterra     | 2003 - 2004 |
| Aldershot Town           | Inglaterra     | 2004        |
| Moor Green FC            | Inglaterra     | 2005 - 2006 |
| Hinckley United          | Inglaterra     | 2006 - 2007 |
| Tamworth FC              | Inglaterra     | 2007 - 2008 |
| Stevenage Borough FC     | Inglaterra     | 2008        |
| Halesowen Town           | Inglaterra     | 2008 - 2009 |
| Rochester Rhinos         | Estados Unidos | 2009        |
| Telford United           | Inglaterra     | 2009 - 2010 |
| Puerto Rico Islanders    | Puerto Rico    | 2010        |
| Carolina RailHawks       | Estados Unidos | 2011 - 2012 |
| Puerto Rico Islanders    | Puerto Rico    | 2012        |
| FC Edmonton              | Canadá         | 2013        |
| Fort Lauderdale Strikers | Estados Unidos | 2014        |
| Carolina RailHawks       | Estados Unidos | 2015-2016   |
| Sutton United FC         | Inglaterra     | 2017        |
| Miami United FC          | Estados Unidos | 2019        |